# Homo socius
Homo socius (termin z zakresu socjologii) to osobowość społeczna człowieka. 
Składają się na nią:
- Elementy biogenne
  - system nerwowy
  - szybkość reakcji na bodziec
  - popędy, instynkty
  - zespół predyspozycji (potencjalnych uzdolnień)
- Elementy psychogenne
  - pamięć
  - wyobraźnia
  - uczucia, emocje
  - spostrzeżenia
- elementy socjogeniczne
  - rodzaj dostępnej socjalizacji
  - role społeczne (powinności wobec innych)
  - internalizacja (uzupełnienie socjalizacji)